# سلمان فارسی
سلمان فارسی یا روزبه (زادهٔ ۵۶۸ میلادی – درگذشتهٔ حدود ۶۵۲ یا ۶۵۳ میلادی) عالم دینی ایرانی و از صحابهٔ محمد، پیامبر اسلام، بود. وی از نخستین ایرانیانی بود که اسلام را پذیرفت و پیامبر اسلام نیز به او علاقه‌مند بود.
او به‌عنوان یک زرتشتی، بیشتر زندگی اولیه‌اش را وقف تحصیل کرد تا مغ شود، اگرچه بعداً مشغول سفر به سراسر آسیای غربی برای گفتگوی بین ادیان با سایر گروه‌های مذهبی شد. جستجوهای او در نهایت باعث گرویدنش به مسیحیت و بعداً مسلمان شدن وی گردید که پس از دیدار و دوستی سلمان با محمد در شهر یثرب رخ داد. او از صحابی برجستهٔ غیر عرب و از نزدیک‌ترین دوستان محمد بود. محمد در میان پیروان خود گفته بود که «سلمانُ منّا اهلَ البیتِ» یعنی سلمان را جزوی از اهل بیت خود می‌دانست. در ملاقات با سایر اصحاب، اکثراً با کنیهٔ ابوعبدالله از او یاد می‌کرد.
پیش از غزوه خندق در سال ۶۲۷ میلادی، سلمان به محمد و دیگر مسلمانان نخستین پیشنهاد داد که خندق (کَندَک) بزرگی را در پیرامون یثرب بِکَنَند (ترفندی که معمولاً به‌دست ارتش ساسانی استفاده می‌شد) تا در برابر یورش قریش که از مکه اردوکشی کرده بودند، پایداری کنند.
سلمان فارسی نزد تمامی مذاهب اسلام به‌ویژه سنّی به‌عنوان نخستین شخص ارکان اربعه گرامی داشته می‌شود و برای او جایگاهی والا در نظر دارند. او با این که پسر یکی از دهقانان ایران بود، زرتشتی باقی نماند و سال‌ها به سرزمین‌های گوناگون سفر کرد که در همین سفرها در سرزمینی به بردگی درآمد و سپس محمد او را خرید. سلمان فارسی که خرد و دانش‌های ایرانیان و مسیحیان را می‌دانست از رایزنان محمد بود. او در سال‌های پایانی زندگی خود استاندار (والی) مدائن گردید.

## نام و نسب
برای سلمان فارسی پیش از مسلمان شدن نام‌های گوناگونی را نوشته‌اند. طبری و ابونعیم بدخشی نام وی را «مابه» نوشته‌اند، ابن بابویه «روزبه» و بلعمی «فیروزان» نوشته است. طبری و ابن عساکر نام پدر سلمان را «بوذخشان» و ابونعیم بدخشان و ابن بابویه «خشبوذان» نوشته است.
برخی از این نام‌ها به‌ویژه نام پدر او شکل معرب یا تصحیف‌شده‌هایی از یک نام فارسی هستند. در بعضی از منابع برای سلمان سلسله نسب ذکر شده و او را با پاره‌ای از شخصیت‌های باستانی پیوند می‌دهند. محمد، وی را پس از اسلام آوردنش «سلمان» می‌نامد. ابن سعد، کنیهٔ وی را «ابوعبدالله» عنوان کرده و ابونعیم بدخشی نسب وی را «سلمان بن اسلام» یاد کرده است. کشی در روایتی نقل نموده که سلمان در پاسخ به پرسشی دربارهٔ نسبش خود را «سلمان بن عبدالله» معرفی کرده است. همچنین در حدیثی از صادق نقل شده است که سلمان با نسبت به محمد یعنی سلمان محمدی یاد کنید نه با نسبت فارسی.
گفته می‌شود ابوهریره از سلمان به عنوان «ابوالکتابین» (پدر دو کتاب؛ یعنی انجیل و قرآن) یاد می‌کرده و گفته می‌شود علی از او به عنوان «لقمان حکیم» (اشاره به مردی خردمند که در قرآن از او یاد شده است) یاد می‌کرده است.  هرگاه مردم از اصل و نسب او می‌پرسیدند، سلمان پاسخ می‌داد: «من سلمان هستم، فرزند اسلام از فرزند آدم.».

## زادگاه و تبار
سلمان فرزند یکی از دهقانان (اشراف زمیندار) و بزرگ‌زادگان ایرانی، زادهٔ جی اصفهان بود. برخی آورده‌اند که پدر او از نظامیان ساسانی بوده است. بعضی از پژوهشگران او را از خاندانی مزدکی می‌دانند و پاره‌ای بر این باورند از طبقهٔ برگزیدگان جامعهٔ مانوی بوده است. در برخی منابع از شهرهایی چون شاپور کازرون یا دشت ارژن و رامهرمز به‌عنوان زادگاه سلمان فارسی یاد شده است اما انتساب او به جی اعتبار بیشتری دارد زیرا سلمان پس از فتح اصفهان به‌دست مسلمانان به آنجا می‌رود و مدتی در آن شهر زندگی می‌کند. طبری و ابونعیم اصفهانی سخنانی را که سلمان در اصفهان بیان کرده، آورده‌اند. همچنین گفته شده که سلمان مسجدی را در جی می‌سازد که تا سده‌های ششم و هفتم برپا بوده و اکنون نیز در منطقه جی اصفهان بقایای مسجدی کهن باقی است اما اطلاع دقیقی از تاریخ بنا و نقش سلمان در ساختنش در دسترس نیست.

## زندگی
سلمان فارسی در سال ۵۶۸ میلادی چشم به جهان گشود و در سال ۶۵۲ یا ۶۵۳ میلادی (۳۲ هجری) درگذشت. دربارهٔ مدت عمر سلمان فارسی افسانه‌ها و اغراق‌هایی نیز پرداخته شده است. بیشتر مورخان شیعی، درازای زندگانی سلمان را ۲۵۰ سال دانسته‌اند مانند: «محدث نوری» که نظریهٔ ۲۵۰ سال معتبرتر می‌داند یا «ابن عبدالبر» در کتاب الاستیعاب ج ۲، ص۱۹۵، همچنین ابن اثیر جزری در کتاب اسد الغابة ج ۲، ص ۳۲۲، السیرة الحلبیة، ج ۱، ص ۱۹۵، صفوة الصفوه، ج ۱، ص ۵۵۵، مجالس المؤمنین، ج ۱، ص ۲۰۸، الاصابة، ج ۲، ص ۶۲، الغدیر، ج ۷، ص ۲۸۲، و الدرجات الرفیعة، ص ۲۲۰، نظریهٔ ۲۵۰ سال را معتبرتر و پذیرفتنی‌تر شمرده‌اند.

### فرزندان
در طبقات ابن سعد، حلیه الاولیاء، طبقات المحدثین و اسدالغابه آمده که سلمان دارای سه فرزند به نام‌های عبدالله و کثیر و محمد بوده همچنین برادری در شیراز و خواهر و دختری در اصفهان داشته است. جمع کثیری از محدثین از جمله سوزنی سمرقندی و ضیاءالدین خجندی از اولاد وی هستند.

## اندیشه
سلمان در آغاز در ایران با باورهای میترایی آشنا بود و سپس باورهای زرتشتی و سپس‌تر باورهای مانوی و بدین‌گونه با حکمت و خرد ایران باستان آشنا بود. به غرب رفت و با باورهای مسیحی آشنا شد و سال‌ها در آنجا در خدمت کلیسا بود و با باورهای یهودی بیشتر آشنا شد. در یثرب محمد را دید و با اسلام آشنا گردید. لویی ماسینیون فرانسوی، آثار منسوب به سلمان را چهار کتاب معرفی می‌کند که از جمله آن‌ها «خبر جاثلیق» است که ۱۰ سند مکتوب را برای ذکر آن آورده است.

### ایمان به دین نیاکان
سلمان (روزبه) فارسی از طبقه برگزیدگان جامعه مانوی بوده است و چون دین مانی را بر دین زرتشتی ترجیح داده بود، مجبور به فرار از ایران شد. ا

### ایمان به مسیحیت
او در سنین جوانی به‌واسطهٔ آشنایی با مسیحیانی که در پیرامون او بودند، به مسیحیت روی آورد به همین جهت با مخالفت سرسختانه پدرش روبرو می‌شود و مدتی او را در خانه زندانی می‌کند. او سپس برای تحصیل دین مسیحیت به سوریه رفت.
ذهبی در سیر الاعلام روایت کرده است که روزی پدرش به دلیل مشغله در ساخت‌وساز، سلمان را برای سرکشی به زمین‌های کشاورزی فرستاد. در مسیر، سلمان از کنار کلیسایی عبور کرد و صدای نیایش مسیحیان را شنید. این مراسم او را تحت تأثیر قرار داد و باعث شد وارد کلیسا شود و با علاقه به مراسم دینی آنان نگاه کند. این تجربه باعث شد سلمان آیین مسیحیت را برتر از آیین خود بداند و از رفتن به زمین‌های پدرش صرف‌نظر کند. وقتی نزد پدر بازگشت و ماجرا را بازگو کرد پدرش با او مخالفت کرد و برای جلوگیری از گرایش بیشتر سلمان به مسیحیت، او را زندانی و پایش را زنجیر کرد.
سلمان از طریق مسیحیان محل باخبر شد که کاروانی از بازرگانان شام به شهر آمده است. پس از مدتی، با گشایش زنجیر و فرار از خانه، همراه کاروان راهی شام شد. در آنجا با اسقفی آشنا شد و در کلیسا به خدمت و آموزش نزد او پرداخت. پس از مرگ اسقف، سلمان با توصیه او به موصل رفت و سپس با توصیه‌های بعدی، به شهرهای نصیبین و عموریه (در روم) رفت و در هر مرحله نزد راهبی پرهیزگار و زاهد خدمت کرد.
راهب عموریه، در واپسین لحظات زندگی‌اش به سلمان خبر داد که زمان ظهور پیامبری نزدیک است که در سرزمین حجاز و در منطقه‌ای میان دو حرّه، جایی با نخلستان، ظهور خواهد کرد. راهب ویژگی‌های این پیامبر را چنین برشمرد: «او هدیه را می‌پذیرد اما صدقه نمی‌خورد و میان دو شانه‌اش نشانه‌ای از نبوت وجود دارد».

### ایمان به اسلام

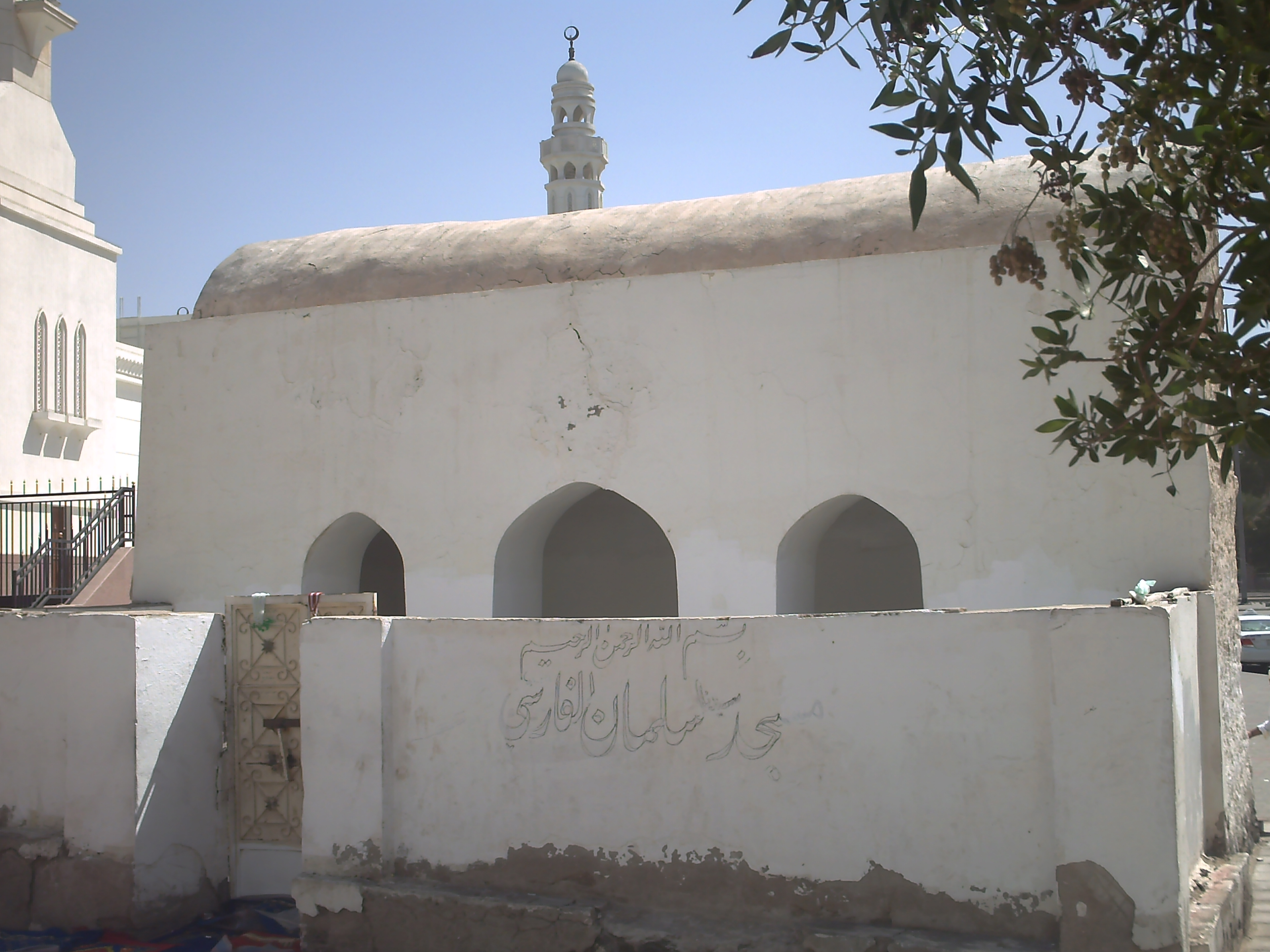
مسجد سلمان الفارسی، نبرد ترانشه، مدینه

بنابر گزارش ابن هشام و ابن سعد و احمد بن حنبل آخرین اسقفی که سلمان نزد او بود، هنگام مرگ نام و نشانه‌های پیامبر اسلام را برای سلمان می‌گوید و او را به جستجوی پیامبر جدید تشویق می‌کند. اما ابن بابویه و ابن عساکر گزارش داده‌اند که آشنایی سلمان با پیامبر مربوط به زمانی بوده که ایران بوده است و مسیحیان در ایران نام پیامبر اسلام را به عنوان پیامبر پس از عیسی معرفی می‌کنند و از آن هنگام وی در آرزوی یافتن پیامبر بوده است.
سلمان در مدینه با محمد آشنا شد و به اسلام ایمان آورد. در  سیرالاعلام ذهبی و سفینه‌البحار آمده است هنگامی که محمد به مدینه هجرت کرد با دعوت محمد با دین اسلام آشنا شد و مسلمان شد و محمد با مولای او قراردادی بست که سلمان کار کند و از درآمدهایش، خود را آزاد کند. پیامبر و مسلمانان مدینه به او کمک کردند که بهای خود را (به مبلغ چهل نهال خرما و چهل وقیه -هر وقیه معادل چهل درهم-) به یهودی بپردازد و آزاد شود. در سیرالاعلام ذهبی به نقل از ابن هشام و ابن سعد آمده که سلمان عازم حجاز بوده که در اثر برخی از حوادث به مردی یهودی از بنی قریظه فروخته می‌شود و در نخلستان بکار گرفته می‌شود.
مرد یهودی وقتی متوجه می‌شود او دوستدار محمد است او را به زنی از قبیله بنی سلیم می‌فروشد تا آنکه روزی هفت نفر که ابری سایبان آنها بود پیش سلمان می‌آید. سلمان از سایبان امر متوجه می‌شود که پیامبر در میان آنهاست و از آنجا که می‌دانسته پیامبر صدقه نمی‌خورد برای اینکه بداند کدامیک از آنها پیامبر است با اذن مالکش یک طبق خرما به نام صدقه نزد آنها می‌گذارد ولی محمد به زید بن حارث امر می‌کند که از آن بخورد. سپس طبقی دیگر به نام هدیه نزد آنها می‌گذارد و محمد بسم الله گفته و از آن می‌خورد. سپس محمد وی را به نام اصلی‌اش خطاب می‌کند و می‌گوید ای روزبه طالب مهر نبوت هستی؟ روزبه اظهار رغبت می‌کند و سپس محمد جامه‌اش را از دوشش برداشته و به سلمان می‌دهد و او بر روی دوشش گذاشته به پای محمد می‌افتد و اسلام می‌آورد.
دربارهٔ زمان اسلام آوردن سلمان نیز اختلاف وجود دارد. برخی معتقدند پیش از جنگ بدر در سال نخست هجرت اسلام آورد ولی تا پیش از خندق بَرده بوده است و در جنگ‌های بدر و احد حضور نداشته اما خطیب بغدادی و ابن سعد و طبری برآنند سلمان پس از جنگ احد و پیش از جنگ خندق اسلام آورده است.
با این وجود در سیر الاعلام ذهبی به روایت از خود سلمان آمده است که او قبل از غزوه بدر و احد ایمان آورده اما بردگی او را از شرکت در این غزوه ها بازداشته است.

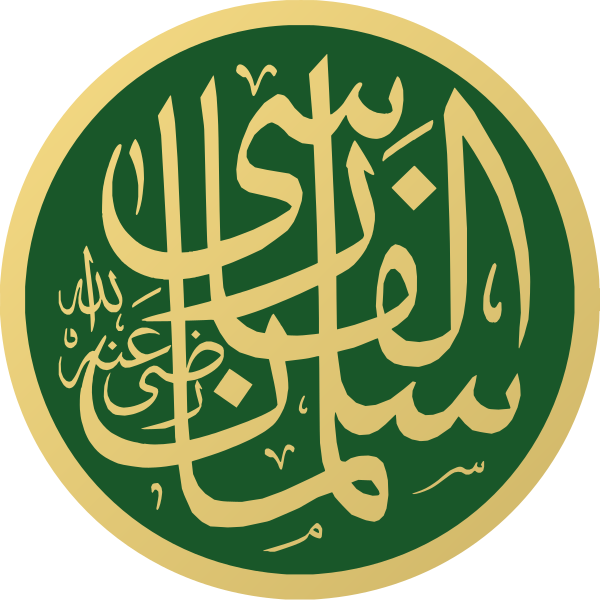
خوشنویسی نام سلمان فارسی به خط ثلث در حیاط مسجدالنبی در مدینه

## جنگ خندق
جنگ خندق، در سال ۵ هجری رخ داد و به پیشنهاد سلمان، پیرامون شهر خندق کندند. واژهٔ خندق عربی شدهٔ واژهٔ پارسی میانه کَندَگ و به معنی کَنده است. در زبان‌های کهن ایرانی چون اوستایی و فارسی باستان، ریشهٔ «کن» به معنی «کندن» امروزی به کار می‌رفته است و «فرکنتن» یعنی آغاز به ساختن ساختمان یا شهر. 
هر گروهی می‌خواست سلمان با آن‌ها باشد؛ مهاجران می‌گفتند: سلمان از ما است و انصار می‌گفتند: سلمان از ما است. در نهایت محمد گفت «سلمان از ما اهل بیت است.»

## پس از مرگ محمد
ماسینیون در کتاب «سلمان پاک» می‌نویسد: سلمان در تأسف از انتخاب عجولانه ابوبکر در سقیفه با یک نوع محافظه‌کاری و توداری خاص در برابر شهود به فارسی گفته است: «کردید و نکردید» و این عبارت بسیار غامضی است. آیا ترکیب اصلی این عبارت به فارسی بوده است؟ مدائنی و بلاذری آن را به این صورت نشر داده‌اند: «کرداد و ناکرداد» (به فارسی میانه). باید گفت که این عبارت گرچه دلالت بر این ندارد که سلمان در سال ۱۱ هجری بعد از مرگ محمد با سر تراشیدن و کشیدن شمشیر به عقیده امامیه علناً مخالفت خود را ابراز کرده باشد ولی برخلاف گفته جوزف هوروویتس نشانهٔ آن است که یک قرن و نیم قبل از یعقوبی روایات عراقی تأیید می‌کنند که سلمان مسئله امامت به حق را هنگام انتخاب ابوبکر مطرح کرده است؛ اما شاید در مجلسی خصوصی.

## جایگاه و منزلت
وی از اوصیای عیسی بوده است و شاید به همین خاطر علی بن ابی‌طالب وی را غسل داد چرا که به اعتقاد مسلمانان وصی را کسی جز پیامبر یا وصی پیامبر حق ندارد غسل دهد. محمد باقر از شیعیان خواسته وی را سلمان محمدی صدا کنند و او را از اهل بیت دانسته است. همچنین در جای دیگر گفته سلمان از متوسمان بوده است. جعفر صادق نیز گفته سلمان اسم اعظم می‌دانسته است.
سلمان از محمد بن عبدالله و علی بن ابیطالب احادیث زیادی نقل کرده است و ابو وقاص و سلیم بن قیس هلالی از وی روایت نقل کرده‌اند. در زمان خلافت عمر یا عثمان فرماندار مدائن را عهده‌دار شد که تا زمان درگذشتش ادامه داشت.
سلمان به همراه ابوذر غفاری، مقداد بن اسود و عمار بن یاسر چهار تن از بزرگان شیعه یا ارکان اربعه محسوب می‌شوند. علی اصغر رضوی، عالم شیعه دوازده امامی قرن بیستم، می‌گوید:
اگر کسی بخواهد روح واقعی اسلام را ببیند، آن را نه در اعمال نوکیسه‌های مدینه، بلکه در زندگی، سیرت و کردار یاران رسول خدا مانند علی بن ابی طالب، سلمان فارسی، ابوذر غفاری، عمار بن یاسر، اویس قرنی و بلال خواهد یافت. اگر خاورشناسان در زندگی زاهدانه، پاک و مقدس این یاران اخیر تأمل کنند، ارزیابی خود را از روح اسلام تغییر خواهند داد.
سلمان همچنین به عنوان یک چهره برجسته در تصوف شناخته می‌شود. فرقه‌های صوفی مانند قادری، بکتاشی و نقشبندی، سلمان را در اسناد برادری خود دارند. در فرقه اویسی-شاهمقصودی تصوف کبرویه و در تصوف نقشبندیه، سلمان سومین نفر در زنجیره‌ای است که مریدان را به محمد متصل می‌کند. اعضای انجمن‌های فتوت نیز سلمان را به همراه علی، یکی از بنیانگذاران خود می‌دانستند.

## کتابت

### ترجمه قرآن
اسفراینی نویسنده تاج التراجم می‌نویسد که سلمان از محمد اجازه خواست تا قرآن را به فارسی برای قوم خویش بنویسید و چون اجازه یافت قرآنی نوشت و پارسی آن را زیر آن نوشت. سرخسی (۴۸۲ قمری) نوشته است سلمان ترجمه سوره حمد را با عبارت «به نام یزدان بخشاینده بخشایند» آغاز می‌کند.
بر اساس روایتی ایرانیان مسلمان‌شده از سلمان خواستند تا بخشی‌هایی از قرآن را برایشان به فارسی ترجمه کند و او با اجازه پیامبر فاتحة الکتاب را به فارسی نوشت اما برخی آن را رد کرده‌اند زیرا زمانی که سلمان به جامعه اسلامی پیوست هنوز ساسانیان بر ایران حکمرانی می‌کردند و هنوز هیچ مردم فارسی‌زبانی مسلمان نشده بودند.
شیخ حرّ عاملی در کتاب فوائد الطوسیة می‌نویسد که صحیح است که اولین کسی که در اسلام تألیف کرد، علی بن ابی طالب بود که کتاب خدا (قرآن) را تألیف کرد، سپس سلمان فارسی، سپس …
وی در جایی دیگر از همان کتاب می‌نویسد که کتاب سلمان مشهور است در اخبار ذکر شده در آثار و مصحف

### آثار مکتوب
سلمان یکی از پیشگامان در آثار مکتوب شیعه محسوب می‌شود. علاوه بر این، آثار مکتوبی نیز به او نسبت داده شده است. از جمله اثری به نام «خبر جاثلیق رومی». البته این اثر، متنی است که سلمان فقط آن را روایت کرده و نویسنده آن نبوده است. «خبر جاثلیق رومی» شامل سوالات کلامی امپراتور روم از خلیفه مسلمانان پس از رحلت پیامبر اسلام و پاسخ علی به آن سوالات است. ابن بابویه سه بخش از آن را نقل کرده و در پایان نقل قول دوم و سوم اشاره کرده است که متن کامل کتاب سلمان در پایان کتاب نبوت آمده است.

## در آثار هنری
در مورد زندگی سلمان فارسی یک مجموعه تلویزیونی با عنوان سلمان فارسی به کارگردانی داوود میرباقری در حال ساخت است. در این مجموعه امیر رضایی نقش جوانی تا میانسالی و علیرضا شجاع‌نوری نقش میانسالی تا کهنسالی این شخصیت را به تصویر کشیده‌اند.

## درگذشت
به نقل از واقدی و ابن سعد تاريخ درگذشت او در پایان خلافت عمر یا در خلافت عثمان بوده است. زیرا پیش از این در خلافت عثمان وی در کوفه اقامت گزیده بود. در سدهٔ سوم، گردآورندگان احادیث سنت تاریخ مرگش را سال ۳۸ هجری معین کردند.
لویی ماسینیون در کتاب خود حدس می‌زند که: «سلمان با مصادره شدن مقرری اهل بیت به نفع بیت‌المال توسط دستگاه خلافت از اقطاعش در مدینه محروم شده بود. مانند هر تازه‌مسلمان غیر عربی برای حفظ امنیت شخصی‌اش با بنی عبدالقیس، که سلمان تا عراق همراه آنان رفت، هم‌پیمان گردیده است. هنگامی که وضع خاص بنی عبدالقیس را مطالعه می‌کنیم به نکاتی برمی‌خوریم که این فرضیه را تقویت می‌کند.»

## آرامگاه
مزار سلمان فارسی در مدائن (واقع در عراق کنونی) در نزدیکی ایوان مدائن، اندکی بعد از روستای حذیفه (حدیثه) قرار دارد.